# Asiático
L'asiático és una beguda alcohòlica amb base de cafè, de consum estès en el municipi de Cartagena i tradicional en la gastronomia de la comarca.

## Recepta
D'acord al Diccionario práctico de gastronomía y salud de Jordá Juan (2011), la recepta de l'asiático és la d'un carajillo de cafè amb llet condensada, acompanyat d'unes gotes de licor d'ou com per exemple, advocaat, o en la versió més comuna, Licor 43. Existeixen variacions que afegeixen també ingredients com a conyac, raspades de llimona, canyella i grans de cafè.
El combinat se sol servir en una copa especial, realitzada en un vidre més gruixut d'allò habitual per evitar el col·lapse tèrmic del recipient.

## Història

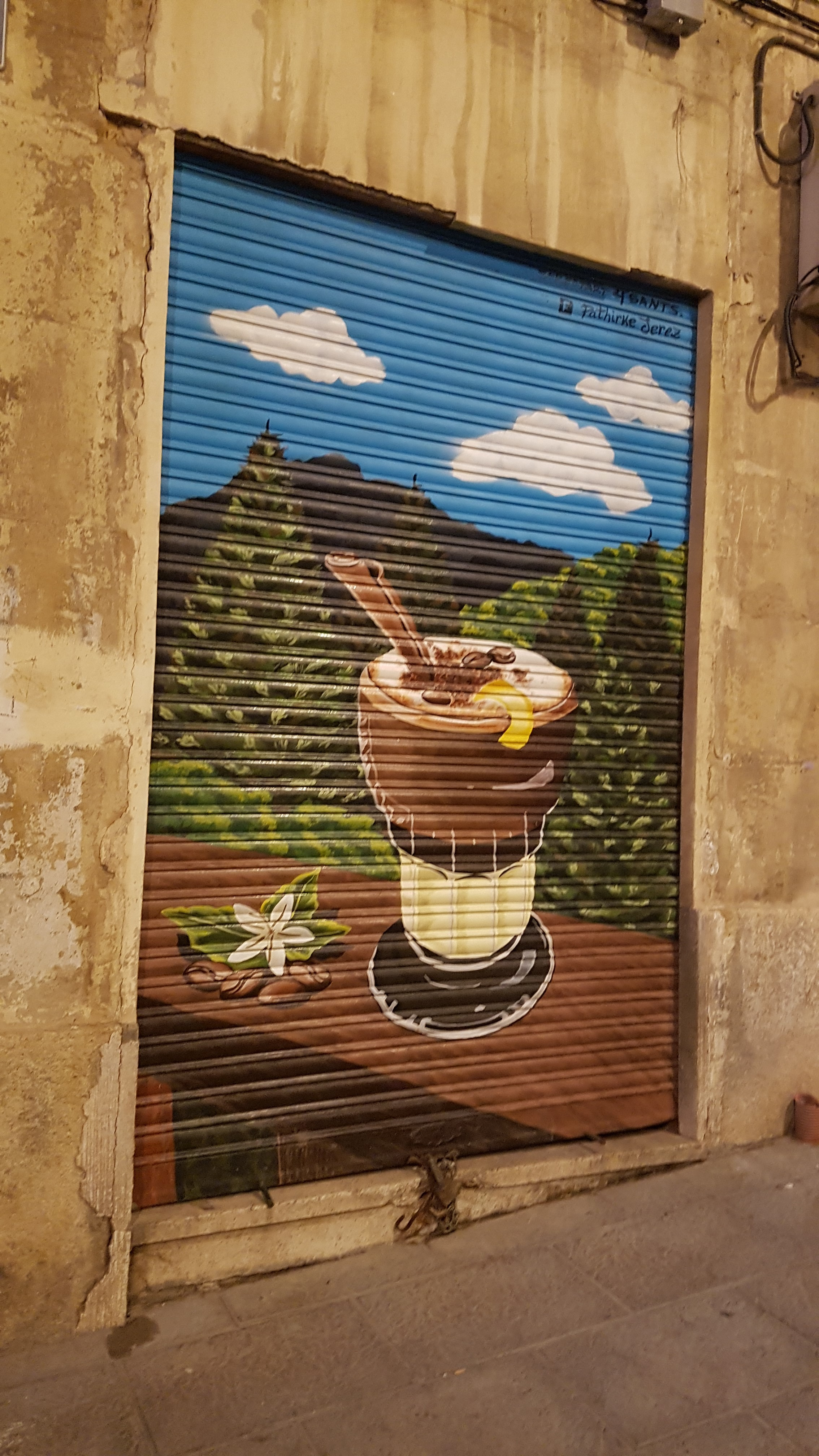
Una copa d'asiático, en un grafiti de Cartagena.

L'origen de la recepta és discutit. Tradicionalment s'ha considerat que va ser ideada en 1947 per Pedro Conesa Ortega en el seu establiment del Albujón, el bar Pedrín. Tanmateix, el 2019 dos historiadors van descobrir, aportant una prova documental, que almenys set anys abans el producte ja era servit en locals del centre històric de Cartagena.
L'origen del nom «asiático» ha donat lloc també a diverses teories, com la que sosté que deu el seu nom a l'emulació de el nom «ruso» que s'havia donat a una altra beguda sorgida en una població propera, o la que afirma que «ruso» era precisament la denominació original, però que a causa de les seves connotacions polítiques durant la dictadura franquista -al associar-se a la Rússia soviètica - va ser canviat a «asiático».
L'any 2011, el pintor Pedro Trillo-Figueroa va presentar una exposició anomenada Algunas formas de tomar un asiático. Des d'aquell mateix any se celebra a més a Cartagena una ruta gastronòmica en què diferents locals de la ciutat ofereixen elaboracions basades en la beguda.
Des de la dècada de 2010, l'Ajuntament ha buscat potenciar la beguda com un símbol de la ciutat de cara als turistes, motiu pel qual es duen a terme campanyes d'informació en els negocis. També s'ha demanat la declaració de la beguda com a Bé d'Interès Cultural amb caràcter immaterial, sense rebre el reconeixement.